# Dolina Środkowej Odry
Dolina Środkowej Odry, česky lze neoficiálně přeložit jako Dolina střední/středové Odry, je geomorfologický celek na úseku veletoku Odra a jeho okolí, který má polské geomorfologické značení 315.61. Leží v západním Polsku v Lubušském vojvodství - v okrese Słubice (Powiat słubicki), okrese Krosno Odrzańskie (Powiat krośnieński) a okrese Zelená Hora (Powiat zielonogórski) a také ve východním Německu ve spolkové zemi Braniborsko - v zemském okrese Odra-Spréva (Landkreis Oder-Spree). Geograficky se nachází také v geomorfologické oblasti Pradolina Warciańsko-Odrzańska (315.6), která je součástí geomorfologické subprovincie Jihobaltského pojezeří (314–316), patřící do geomorfologické provincie Středoevropské nížiny z rozsáhlého geomorfologického subsystému Epihercynské nížiny.

## Popis
Dolinu Środkowej Odry na severu ohraničuje Lubuski Przełom Odry, Równiną Torzymska a Pojezierze Łagowskie, na východě Kotlina Kargowska, na jihu Wysoczyzna Czerwieńska, Dolina Dolnego Bobru a Wzniesienia Gubińskie. Západní část pak pokračuje v Německu. Oblast není příliš zastavěná. Je to 5 až 10 km široké údolí Odry o délce Odry přibližně 113 km, a to od ústí řeky Obrzyca na východě až po ústí řeky Pliszka na severu. Údolí má strmé severní svahy, výraznou luční terasu a zalesněné písčité terasy. Dno údolí klesá od 50 do 20 m nad mořem. V rámci geomorfologického celku, od ústí Lužické Nisy do Odry, tvoří Odra německo-polskou státní hranici. Hlavním městským centrem je zde Krosno Odrzańskie. Dolina Środkowej Odry se rozkládá na území gminy Sulechów, gminy Czerwieńsk, gminy Krosno Odrzańskie, gminy Dąbie, gminy Maszewo, gminy Gubin, gminy Cybinka a gminy Słubice. V tomto geomorfologickém celku, který je do velké míry záplavovou oblastí, jsou postavené 2 poldery.

### Příroda
Je zde také chráněné území sítě Natura 2000 Dolina Środkowej Odry a jsou zde zřízeny 2 krajinné parky a to Gryżyński Park Krajobrazowy a Krzesiński Park Krajobrazowy.

## Galerie

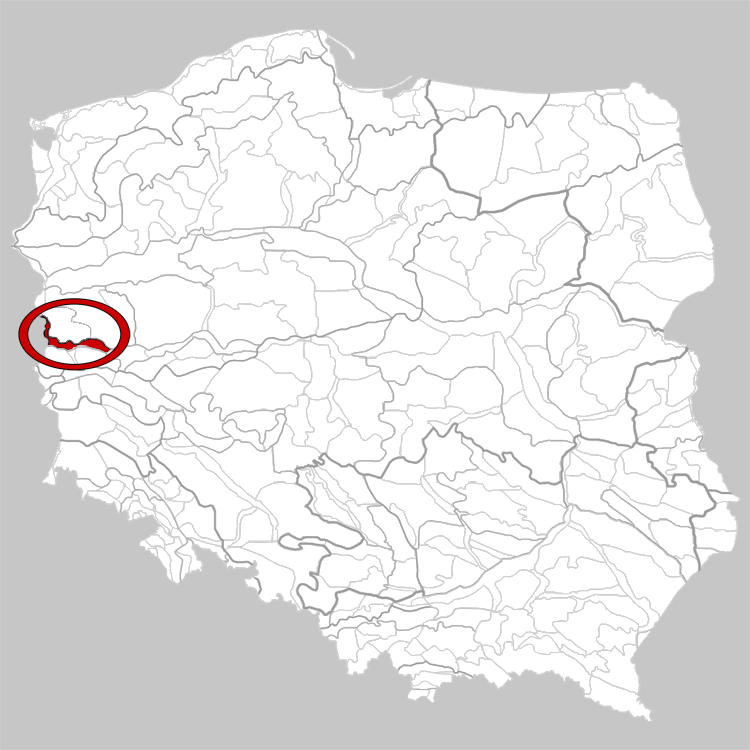
Dolina Środkowej Odry na mapě Polska
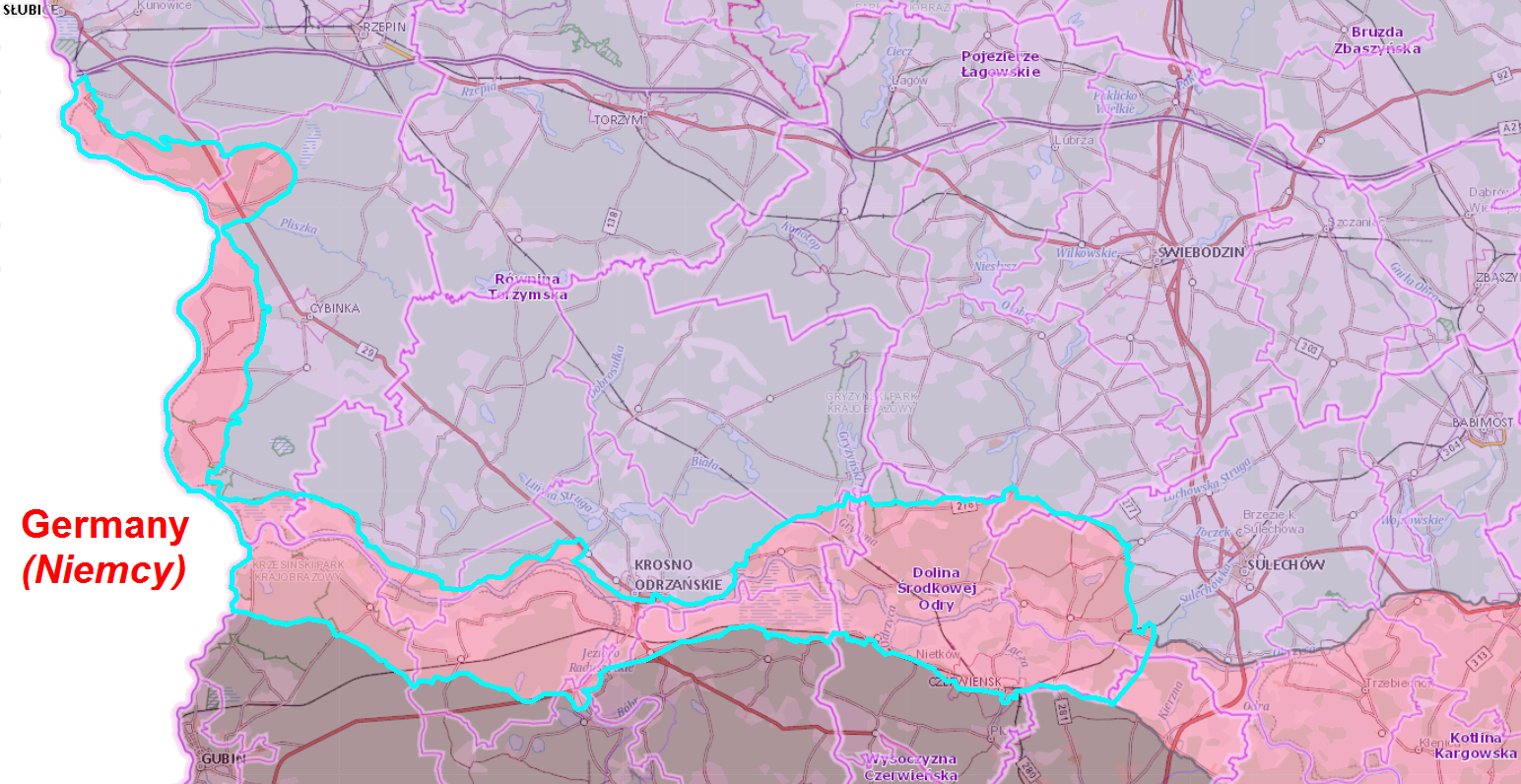
Dolina Środkowej Odry na mapě Polska
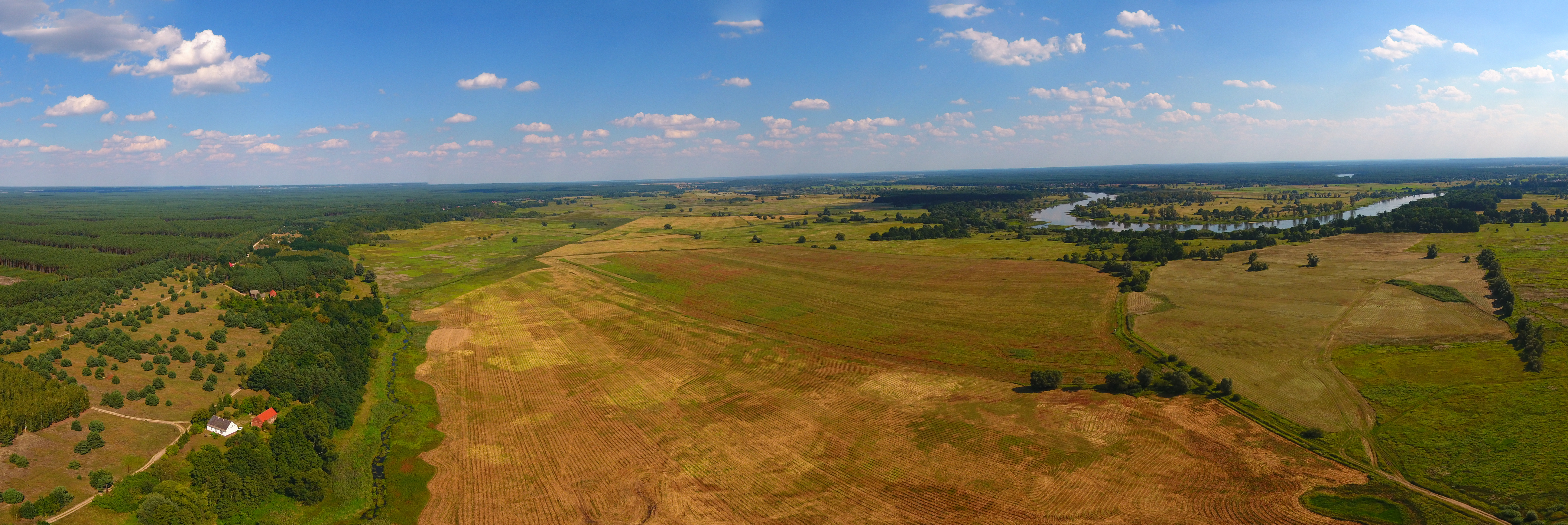
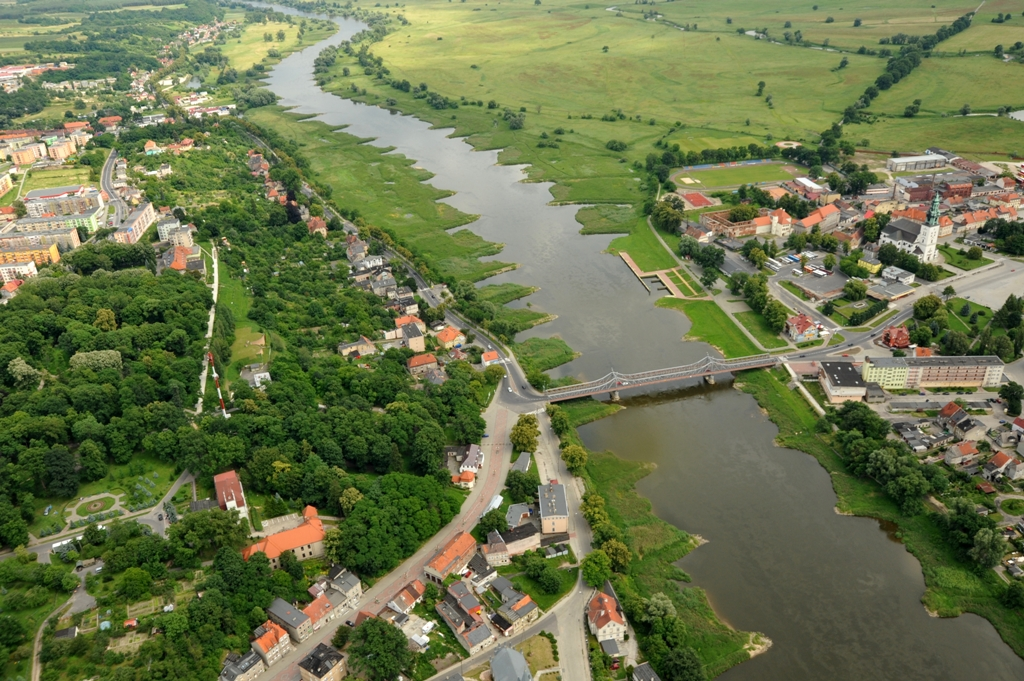
Krosno Odrzańskie